# Taraxacum telmatophilum
Taraxacum telmatophilum — вид квіткових рослин з родини айстрових (Asteraceae). Ареал: Австрія, Словаччина, Угорщина, Польща, Україна; це багаторічна рослина помірних біомів.
Taraxacum telmatophilum sect. Palustria. Основні діагностичні ознаки цього таксону: листки сірувато-зелені, зазвичай неглибоко лопатеві, рідше лише зубчасті; бічних часток (маленьких часток, зубців) зазвичай 3–4(5), виступають під прямим кутом, вузькотрикутних або майже лінійних (у молодих рослин, що розвиваються в екстремальних умовах), неправильно зубчастих або дрібнолопатевих, верхній край зазвичай увігнутий; міждолі зубчасті та дрібнолопатеві; черешок вузький, блідо-пурпуровий; стеблина коричнювато-пурпурова, вкрита арановими волосками; квіткові голови у діаметрі 2.5–3.0 см, квітки жовті; зовнішні приквітки (10)13–15, від притиснутих до нещільно притиснутих, не складчасті, війчасті, чорнуваті, вузьколанцетні або ланцетні, (6.5)7.0–8.0(9.5) мм завдовжки, (2.7)2.9–3.3 мм ушир, облямівка приквітків чітко обмежена білуватим вузьким краєм 0.2–0.3 мм; сім'янки завдовжки 4.2–4.5 мм, зверху явно шипуваті; папус 5.5–6.0 мм завдовжки.